# Villa I Collazzi
Villa I Collazzi si trova in località Giogoli presso Scandicci.

## Storia
Si tratta di una maestosa villa in stile manierista, situata su una terrazza rettangolare sulla sommità di un colle, il cui progetto è in tutta probabilità da riferire a Santi di Tito, pur aiutato forse da qualche altro architetto.

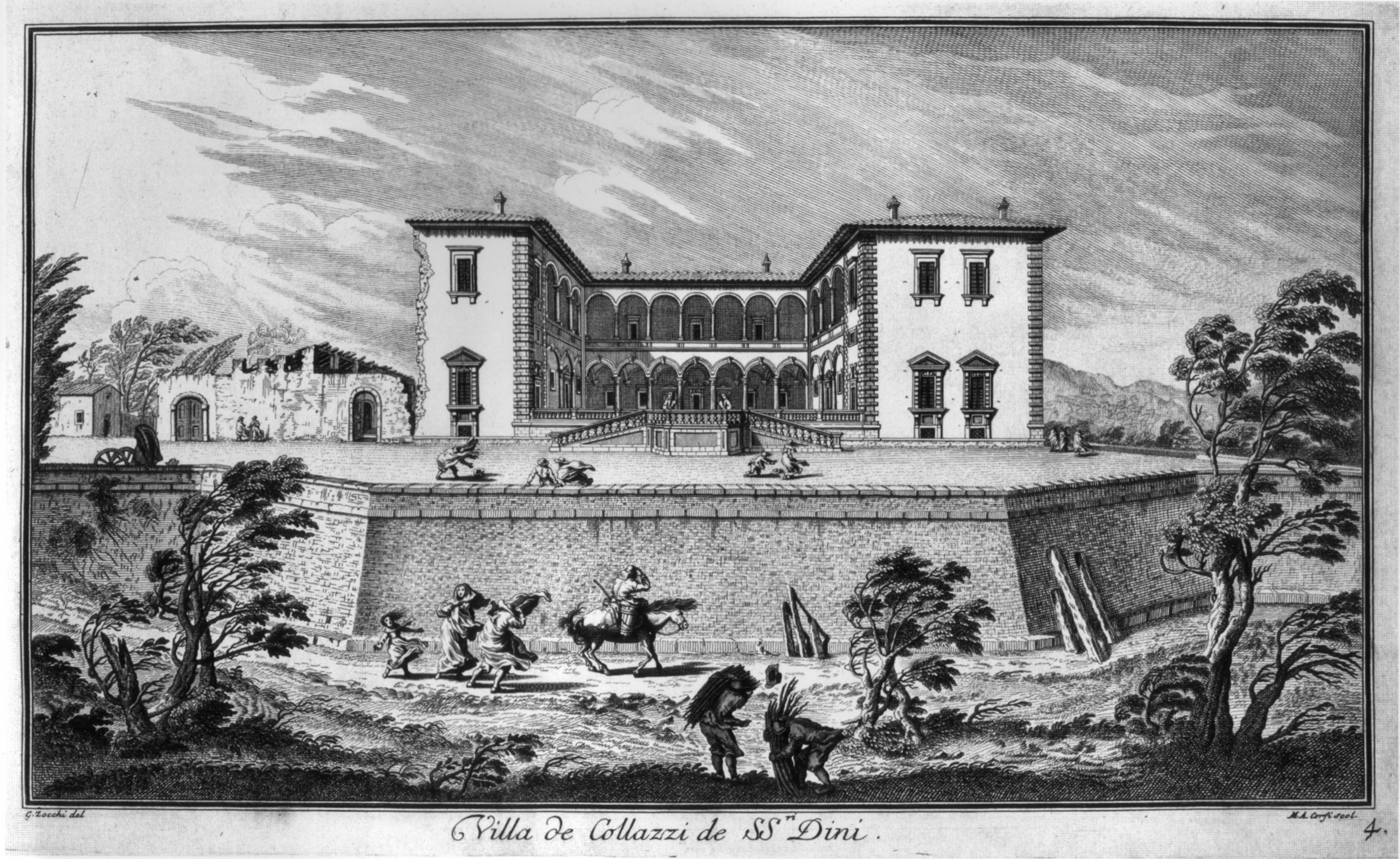
I Collazzi nella veduta di Giuseppe Zocchi (1744)

Sulla base della spiccata monumentalità dell'edificio, e di un disegno tuttavia più tardo, venne fatto da Lensi Orlandi il nome di Michelangelo Buonarroti come architetto, ripreso in molte altre pubblicazioni, ma mai approfondito criticamente fino agli anni Duemila, quando uno studio scientifico ne escluse la paternità, pur non potendo escludere che il principale indiziato, Santi di Tito appunto, potesse aver consultato il grande maestro con cui sicuramente fu in contatto a Roma.
La villa fu costruita per la famiglia fiorentina dei Dini, e la sua costruzione fu lentamente portata avanti. Sia nelle vedute dello Zocchi, sia in quelle più tarde, ottocentesche, si nota un corpo di fabbrica incompleto, a cui è appoggiata un casamento rustico irregolare, usato come fattoria.
Dal 1933 la villa appartiene alla famiglia Marchi. Soltanto in quell'occasione la villa venne completata dalla proprietaria di allora, che fece copiare simmetricamente la metà compiuta, con un notevole sforzo di ricerca delle forme e dei materiali dell'epoca, anche ricercando le antiche cave locali per la pietra serena.

## Descrizione
L'accesso avviene attraverso un viale di cipressi, realizzato nel 1853  assieme alla Cavallerizza una rotonda di cipressi usata come maneggio e situata poco oltre il viale sulla sinistra.

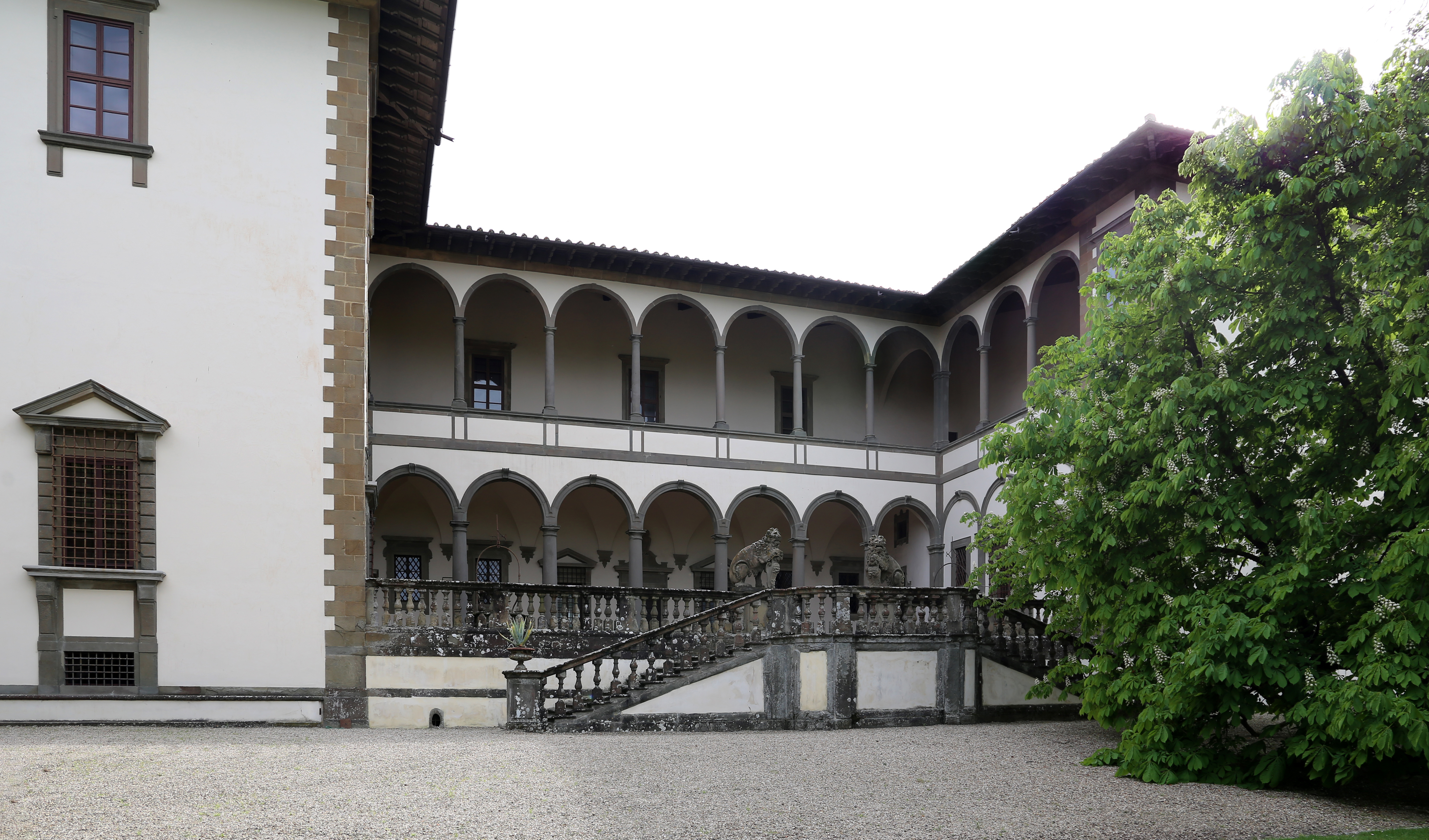
Il cortile aperto

La villa ha un corpo a "U", con una corte rialzata verso Firenze, arricchita da un doppio loggiato su tutti e tre i lati, da un doppio impluvium, ciascuno col suo pozzo, e con un affaccio panoramico balaustrato, raggiungibile tramite uno scalone a doppia rampa. Sul lato a sud invece la facciata è movimentata da due logge a tre archi col motivo della serliana, e da un grande portale centrale, rialzato e decorato dallo stemma Dini, raggiungibile con una doppia scalinata a tenaglia. Internamente il piano nobile, leggermente rialzato sopra le cantine, è impostato attorno a un grande salone centrale, alto sedici metri e coperto da una volta a botte con grandi lacunari, che ricorda da vicino il salone della villa di Poggio a Caiano, sebbene posto lungo l'asse centrale e non di traverso come nella villa medicea.
Dal cortile si accede alla cappella, affrescata da Luigi del Moro, alla cui scomparsa subentrarono Rinaldo Botti e, per il soffitto, Vincenzo Meucci. Spicca la pala originaria di Santi di Tito, raffigurante le Nozze di Cana (1593), che di fatto celebra le nozze tra Agostino II Dini e Ginevra Bandini Baroncelli ambientate in un portico che ricorda il loggiato della villa stessa. Il grande dipinto su tavola, considerato uno dei capolavori dell'artista che si ritrasse anche tra gli astanti in alto a sinistra, non si è praticamente mai spostato dalla sua cappella.
Il giardino ha un impianto semplice, strutturato su due terrazzamenti, il primo dei quali coincide con il piano della villa: è un enorme prato dove nel XIX secolo vennero piantati lecci, ippocastani e cipressi. Qui, nel 1938, i proprietari fecero realizzare al paesaggista Pietro Porcinai, allora giovane architetto, una piscina rettangolare, in quarzite gialla e grigia con il bordo in pietra serena, incastonata nel prato vicino al viale d'accesso: venne studiata la posizione in maniera da riflettere la facciata della villa nello specchio d'acqua.
La seconda terrazza, realizzata in epoca settecentesca, si trova sul lato sud ed è collegata al ripiano superiore tramite una scala, che è incassata nel bastione che circonda la villa. Vi si trova un giardino formale con aiuole fiorite di forma quadrata, dove trovano alloggio nella stagione calda i vasi di piante di agrumi. Da qui si dipana un sentiero a gradoni verso l'aperta campagna.